# Mieczysław Seydlitz
Mieczysław Franciszek Ksawery Seydlitz (ur. 18 lipca 1888 w Poznaniu, zm. 1954) – prawnik, bankowiec, urzędnik samorządowy w II Rzeczypospolitej.

## Życiorys
Urodził się 18 lipca 1888 w Poznaniu, w rodzinie właściciela drukarni Władysława (1857–1906) i Marii Konstancji z Kaniewskich (ur. 1864). Był bratem Włodzimierza Romana (1890–1940), Kazimiery Heleny po mężu Formańskiej (ur. 1893), Bogumiły Heleny (1894–1894) i Bogusława Piotra Pawła (1899–1971). Ukończył studia prawnicze. Uzyskał tytuł naukowy doktora praw. W Poznaniu był początkowo bankowcem, potem został dyrektorem banku. W okresie niepodległej II Rzeczypospolitej w 1921 kandydował do Rady Miasta Poznania z ramienia Związku Bankowców. Pełnił mandat radnego Rady Miasta Poznania kadencji 1922–1925. Do 1926 pełnił funkcję maklera pieniężnego Giełdy Pieniężnej w Poznaniu.
Na przełomie lat 20. i 30. sprawował stanowisko wicewojewody województwa pomorskiego. Od 16 do 28 lipca 1928 tymczasowo był pełniącym obowiązki wojewody województwa pomorskiego. Ze stanowiska wicewojewody pomorskiego został przeniesiony na urząd wicewojewody województwa kieleckiego we wrześniu 1934. W lutym 1937 objął stanowisko wicewojewody województwa stanisławowskiego. Zasiadł w radzie naukowej powołanego w 1937 Towarzystwa Przyjaciół Nauk w Stanisławowie.
Był mężem Anny Teofili z Lamparskich (ur. 1895).

## Ordery i odznaczenia
- Krzyż Oficerski Orderu Odrodzenia Polski (10 listopada 1928)[9]